# دایناسور (ترانه کشا)
«دایناسور» ترانه‌ای از کشا است. این ترانه در آلبوم حیوان (آلبوم کشا) قرار داشت.